# Tagbana (langue)
Le tagbana, est une langue gour, parlée dans le centre-nord de la Côte d'Ivoire. Elle est parlée par les Tagbanas. Il est étroitement lié à la langue djimini mais également niarafolo qui constituent un continuum linguistique.

## Les dialectes tagbanas
Le tagbana est composé de 6 dialectes et quelques autres non identifiés.

## Statut
Le tagbana est une langue en voie de disparition. Si rien n'ai fait le tagbana aura perdu 3/4 de ses locuteurs car la plupart de la jeune génération tagbana ne parle pas tagbana. Cette langue est en grave danger d'extinction et est condamné à devenir une langue morte.

## Écriture
| a | b | c | d | e | ɛ | f | g | h | i | j | k | l | m | n | o | ɔ | p | r | s | t | u | w | y | ʔ |

## Prononciation
|            | Bilabiales | Labio- dentales | Alvéolaires | Palatales | Vélaires | Labio- vélaires | Glottales |
| ---------- | ---------- | --------------- | ----------- | --------- | -------- | --------------- | --------- |
| Occlusives | p b        |                 | t d         | c ɟ       | k g      | kp gb           | ʔ         |
| Nasales    | m          |                 | n           | ɲ         | ŋ        |                 |           |
| Latérales  |            |                 | l           |           |          |                 |           |
| Fricatives | f          |                 | s           |           |          |                 | h         |
| Spirantes  |            |                 |             | j         |          | w               |           |

|             | Antérieures | Centrales | Postérieures |
| ----------- | ----------- | --------- | ------------ |
| Fermées     | i ĩ         |           | u ũ          |
| Mi-fermées  | e           |           | o            |
| Mi-ouvertes | ɛ ɛ̃         |           | ɔ ɔ̃          |
| Ouvertes    |             | a ã       |              |